# Hysterangiales
Ordre
Les Hysterangiales sont un ordre de champignons de la sous-classe des Phallomycetidae.

## Liste des familles
Selon MycoBank (18 janvier 2023) :
- Hysterangineae Castellano, T. Lebel, Davoodian & K. Hosaka, 2021
- Phallogastrineae Castellano, T. Lebel, Davoodian & K. Hosaka, 2021
- Trappeaceae P.M. Kirk, 2008

## Systématique
L'ordre des Hysterangiales a été créé en 2007 par Kentaro Hosaka (d) et Michael A. Castellano (d) avec pour famille type Geastraceae et dans une publication coécrite avec onze autres biologistes. 

## Publication originale
- (en) Kentaro Hosaka, Scott T. Bates, Ross E. Beever, Michael A. Castellano, Wesley Colgan, Laura S. Domínguez, Eduardo R. Nouhra, József Geml, Admir J. Giachini, S. Ray Kenney, Nicholas B. Simpson, Joseph W. Spatafora et James M. Trappe, « Molecular phylogenetics of the gomphoid-phalloid fungi with an establishment of the new subclass Phallomycetidae and two new orders », Mycologia, Mycological Society of America (d), NYBG et Taylor & Francis, vol. 98, no 6,‎ 2006, p. 949-959 (ISSN 0027-5514 et 1557-2536, OCLC 1640733, PMID 17486971, DOI 10.1080/15572536.2006.11832624, lire en ligne).